# Marina Toscano Aggio
Marina Toscano Aggio de Pontes (Iretama, 17 de dezembro de 1981) é uma ex-jogadora de futebol com cidadania brasileira e italiana. Ela atuava como zagueira e vestiu a camisa da Seleção Brasileira diversas vezes em sua carreira de 2001 a 2011.

## Biografia e carreira
Aggio é natural de Iretama, no Paraná. Ela obteve a cidadania italiana graças aos avós da província de Pádua.
Ela foi para a Suécia em 2004 para jogar pelo Umeå IK. Em 2005 jogou pelo Själevads IK e em 2006 mudou-se para o Umeå Södra FF. Além disso, tem passagens por diversos clubes, bem como Bardolino Verona, Juventus da Mooca, Foz Cataratas, Santa Cruz, entre outros.
Aggio participou da Universíada de 2009 e da Copa América.
Após se aposentar do futebol, assumiu a função de professora de educação física.

## Principais conquistas
- Campeonato Mineiro (2002)[7]
- Campeã Paulista de Society (2002)[7]
- Campeonato Sueco Série B (2007)[7]
- Campeonato Paranaense (2008, 2009, 2010 e 2011)[7]
- Campeonato Sulamericano (2010)[7]
- Vice-campeonato da Copa Itália (2012/2013)[7]
- Vice-campeonato Italiano (2012)[7]
- Campeonato Paulista (2013)[7]
- Copa do Brasil (2011 e 2014)[7]
- Campeonato Brasileiro (2014)[7]